# Бошацька культура
Бошацька культура (словац. Bošácka skupina) - археологічна культура мідної доби у західній Словаччини, східній Моравії (особливо у горішній частині водосточища Нітри, Пожітаві, на схилах Білих Карпат) то спорадично на півдні Польщі.
Бошацька культура розвинулася з Баденської культури.
Бошацька культура характеризується новими текстурами на кераміці (відбитки шнурів, соломи, накільчасті відбитки, стільниковоподібні) та поселення в стратегічно важливих місцях (Івановце (округа Тренчину), Банов (округа Нового Замку)), які іноді укріплені ровами (наприклад Подоліє (округа Нового Мєста-над-Вагом).